# ایلن (ترانه)
«ایلِـن» (فرانسوی: Hélène‎) تک‌آهنگی از هنرمند اهل کانادا رک ووازین است که در سال ۱۹۸۹ میلادی منتشر شد.
این ترانه در بازار موسیقی فرانسه بسیار موفق بود و ۹ هفته بر صدر جدول تک‌آهنگ‌های این کشور قرار داشت و در مجموع، و بیش از ۳ میلیون نسخه از آن در جهان به‌فروش رفت و سکویی پرتابی برای رک ووازین بود. وی نخستین هنرمند کانادایی بود که نامش در صدر جدول تک‌آهنگ‌های فرانسه جای گرفت و چند سال پس از او، برایان آدامز، سلین دیون و گارو هم به این موفقیت دست یافتند.

## گواهینامه‌ها
| منطقه                            | گواهی  | واحد گواهی‌شده/فروش |
| -------------------------------- | ------ | ------------------ |
| فرانسه (اس‌ان‌ئی‌پی)                | پلاتین | ۸۰۰٬۰۰۰*           |
| * رقم فروش تنها بر پایهٔ گواهی‌ها. |        |                    |